# Volkswagen Iltis
El Volkswagen Tipo 183, más comúnmente conocido como Iltis (Turón en alemán), es un vehículo militar fabricado por Volkswagen para uso del ejército alemán y bajo licencia por Bombardier para las fuerzas armadas canadienses y belgas. Aunque los dos vehículos se ofrecieron simultáneamente, el Tipo 183 en la práctica reemplazó al Tipo 181.

## Historia
El ejército alemán fue parte de un esfuerzo de cooperación comenzado a finales de los años 60 para crear lo que fue denominado Jeep Europeo, un vehículo anfibio con tracción a las cuatro ruedas que podría reemplazar a los pequeños vehículos de transporte todo terreno que eran usados por varios de los gobiernos participantes. Con un desarrollo que tomaba más tiempo del esperado, el ejército alemán solicitó que algo más barato fuera construido en pequeñas cantidades para cumplir sus necesidades de vehículos de transporte ligero mientras el proyecto del Jeep Europeo estaba aún en proyecto.
Volkswagen respondió a la solicitud, diseñando una versión actualizada de su Volkswagen Kübelwagen y nombrándolo Volkswagen Tipo 181. Pero para 1976 el proyecto Jeep Europeo había fracasado completamente, víctima de costos disparados y dificultades de desarrollo. Necesitando un vehículo con tracción en las cuatro ruedas adecuado para cumplir los mismos requisitos del Jeep Europeo, el gobierno alemán envió solicitudes a varios fabricantes para diseñar y construir vehículos para uso militar.
Previamente a la llegada del Tipo 181, los militares alemanes habían comprado varios miles de unidades del Munga, un jeep ligero fabricado por DKW, pero la producción del Munga terminó en 1968. VW consolidó la antiguas marcas de Auto Union en una sola, reutilizando el nombre de Audi para designar vehículos fabricados por la compañía en vez de continuar bajo los nombres de las diferentes marcas que habían formado parte de la Auto Union original.

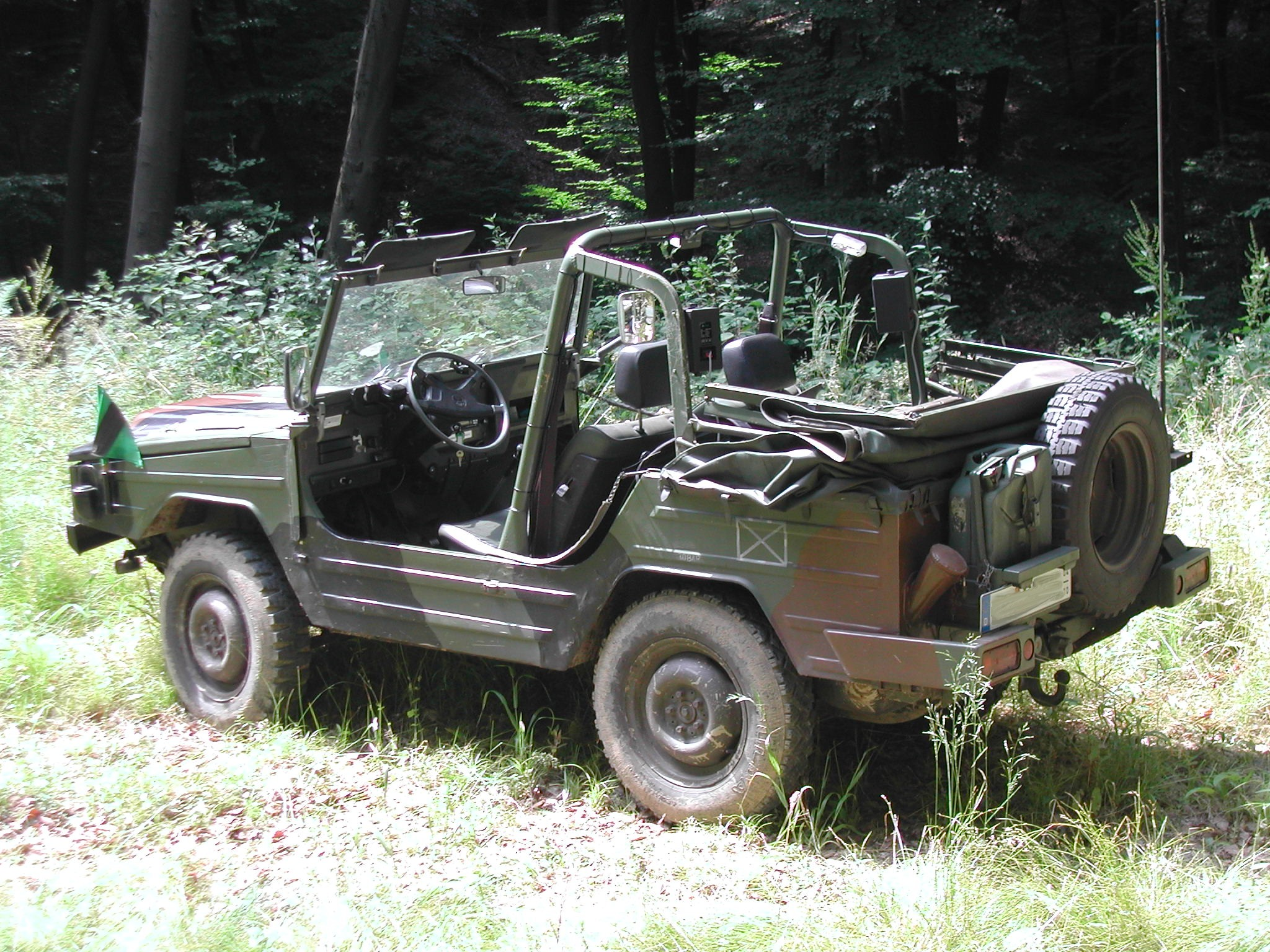
Vista posterior del Iltis

Buscando empezar inmediatamente a hacer uso de las tecnologías adquiridas con la compra de Auto Union, Volkswagen decidió participar en el concurso para proveer el nuevo vehículo militar del ejército alemán, creando una evolución del jeep Munga, que había estado en producción durante varios años por aquel entonces. El prototipo resultante combinaba tecnologías viejas con nuevas, y los ejecutivos decidieron denominar el producto como Volkswagen en vez de Audi con la intención de que esto ayudase a vincularlo positivamente con los diseños Volkswagen militares existentes y darle «una cabeza de ventaja» en la competición.

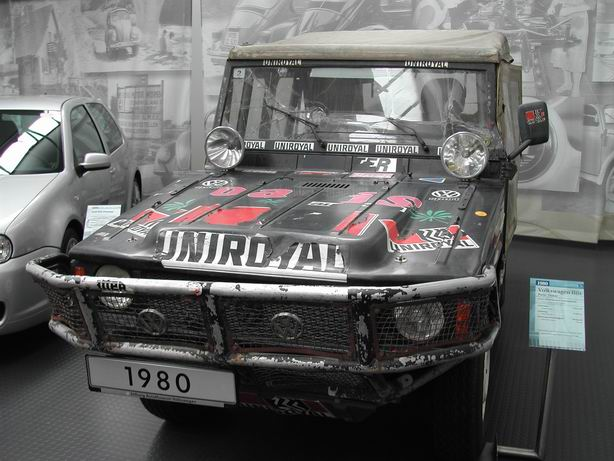
Ganador del Rally Dakar 1980

El vehículo presentaba una variación sobre la plataforma Munga, con componentes de la suspensión modificados, un sistema de cuatro ruedas motrices basados en componentes del Audi 100 y un motor Volkswagen EA827 de 1,7 litros, cuatro cilindros, de 75 caballos. El diseño de este sistema de tracción total sirvió de base para el sistema Audi Quattro, que se estrenó cuatro años más tarde en 1980 en el Audi Quattro original. A principios de ese año, Freddy Kottulinsky y Gerd Löffelmann habían ganado el rally París-Dakar en un Iltis preparado por Audi.
El Iltis, como Volkswagen le llamaba ya, pasó las pruebas del gobierno alemán con facilidad, y fue elegido sobre el igualmente adecuado pero mucho más caro Mercedes-Benz Clase G. La producción comenzó en el verano de 1978 y las primeras doscientas unidades fueron entregadas en noviembre; a finales de 1979 aproximadamente dos mil habían sido entregadas ya, con 310 unidades enviadas a la Luftwaffe y 20 a la marina alemana. Aunque muchas de las unidades producidas eran cuatro puertas con techo abierto, se produjeron variantes de carrocería en pequeñas cantidades para ambulancias, antitanque, apoyo de artillería, comandos y unidades de comunicaciones de campo. Un modelo civil también se ofreció a la venta en Alemania, pero encontró pocos compradores, mayormente debido a su alto precio.
Se produjeron en total 9,547 unidades del Volkswagen Iltis.

## El Iltis basado en Citroën
A finales de los 70 el gobierno francés decidió que era momento de reemplazar su envejecida flota de jeep Hotchkiss, e igual que los alemanes, pidieron ofertas. Ninguna compañía francesa tenía un vehículo adecuado y diseñar uno desde cero sería muy costoso así que trabajaron con los fabricantes que tenían algo que ofrecer. Peugeot hizo equipo con Mercedes, poniendo motores diésel o gasolina del 504 en el Mercedes Clase G y denominándolo «P4» (originariamente «VLTT»). Saviem puso un motor 1647 cc del Renault 20 en el chasis Campagnola de Fiat y lo bautizó como «TRM500» y Citroën construyó el Citroën C44 , un vehículo basado en el VW Iltis, impulsado por un motor 1,8 litros Douvrin de 75 caballos de potencia (55 kW). Al final, el P4 se adjudicó el contrato y se desecharon los otros dos proyectos, pero un equipo participó con un C-44 en el rally París-Dakar de 1981. No terminó la carrera.

## Usuarios
- Ejército Argentino
- Ejército Belga
- Ejército de Macedonia del Norte

### Antiguos usuarios
- Fuerzas Armadas Canadienses (reemplazado por el Mercedes-Benz Clase G)
- Ejército de Estonia (reemplazado por el Mercedes-Benz Clase G)
- Ejército de Alemania (reemplazado por el Mercedes-Benz Clase G)